# Kraski (obwód grodzieński)
Kraski (biał. Краскі, ros. Краски) – wieś na Białorusi, w rejonie wołkowyskim obwodu grodzieńskiego, nad Zelwianką, około 23 km na południe od Wołkowyska.

## Historia
W 1796 roku wieś należała do rodziny Suchodolskich. W 1836 roku – do Bułharynów, około połowy XIX wieku majątek przeszedł na własność rodziny Sieheniów (obie te rodziny były powiązane ze sobą wieloma węzłami małżeńskimi, więc prawdopodobnie własność przeszła w drodze dziedziczenia). W rękach Sieheniów dobra te pozostawały do 1939 roku.
Po III rozbiorze Polski w 1795 roku Kraski, wcześniej należące do powiatu wołkowyskiego województwa nowogródzkiego Rzeczypospolitej, znalazły się na terenie powiatu wołkowyskiego (ujezdu), wchodzącego w skład kolejno guberni: słonimskiej, litewskiej i grodzieńskiej Imperium Rosyjskiego. Po ustabilizowaniu się granicy polsko-radzieckiej w 1921 roku wieś wróciła do Polski, weszła w skład gminy Podorosk powiatu wołkowyskiego województwa białostockiego, od 1945 roku – była w ZSRR, od 1991 roku – na terenie Republiki Białorusi.
W 1836 roku we wsi mieszkało 103 osób, w 1914 roku – 121 osób.

## Pałac
Bułharynowie wybudowali w 1839 roku parterowy, murowany dwór. W 1905 roku Sieheniowie przebudowali dom na pałacyk w stylu neogotyckim, dobudowując do starego, prawego skrzydła nowe, piętrowe skrzydło. Oba skrzydła połączono wydatnym ryzalitem z balkonem. Między ryzalitem a nowym skrzydłem wybudowano okrągłą, trzykondygnacyjną wieżę, zwieńczoną blankami. Główne wejście było w starej części. Dach wieńczyły jeszcze dwie wieżyczki.
Dom stał na zboczu doliny Zelwianki, był otoczony przez park krajobrazowy o powierzchni około 6 ha, łączący się z sosnowym lasem. Przed domem wytyczono duży, eliptyczny gazon otoczony starodrzewiem. Park był obsadzony wieloma rzadkimi gatunkami drzew i był poprzecinany wieloma alejkami i ścieżkami.
Pałacyk i oficyny przetrwały wojny. Z parku pozostało około 30 drzew.
W czasach radzieckich w pałacyku urządzono początkowo sanatorium dla gruźlików, później – zakład profilaktyczno-leczniczy dla alkoholików. Po upadku ZSRR pałacyk zaczął popadać w ruinę. W 2010 roku został sprzedany rosyjskiemu biznesmenowi Vadimowi Selikowowi za 307 milionów rubli (wtedy równowartość 105 tysięcy dolarów USA). Kupiec zobowiązał się wyremontować pałac do 2017 roku. W 2015 roku prokurator rejonowy rozważał nałożenie na inwestora kary stu milionów rubli w związku z brakiem postępów w remoncie obiektu.
Pałac jest historyczno-kulturalnym zabytkiem Białorusi o numerze ewidencyjnym 412Г000104.
Majątek w Kraskach jest opisany w 2. tomie Dziejów rezydencji na dawnych kresach Rzeczypospolitej Romana Aftanazego.